# Sinapsă
Sinapsa este regiunea de comunicare dintre doi neuroni, sau un neuron și un organ efector (mușchi, glandă etc.). Transmiterea impulsului nervos nu se realizează printr-un salt electric, deoarece membrana postsinaptică nu este excitabilă electric. Transmiterea se realizează printr-un mecanism electrochimic care implică deopotrivă potențialul de acțiune(action potential) a neuronului și interacțiunea dintre modulatorii neurochimici, precum neurotransmițătorii, hormonii și neuropeptidele,care vor fi eliberate din fanta sinaptică a unui neuroni, respectiv prin terminația axonică a acestuia către spinii dendritici a neuronului care recepționează semnalul. Excepție fac sinapsele electrice, prin care PA (influxul nervos) se transmite neuronului următor ca atare (mesaj electric), fără mediație chimică, fără recodificare.

## Scurt istoric
Denumirea de "sinapsă" a fost dată de Charles Scott Sherrington în 1897, și, inițial, se referea la locul de contact dintre doi neuroni. Santiago Ramón y Cajal a adus la începutul secolului argumente pentru întreruperea sistemului nervos la nivelul acestor sinapse. În 1921, a fost dovedită existența mediatorilor chimici de către Otto Loewi. Anul 1954 a fost marcant pentru istoria sinapsei, deoarece George Emil Palade, românul care a luat și premiul Nobel, a studiat ultrastructura sinaptică cu microscopul electronic.

## Structura
Axonul se termină printr-o porțiune lărgită care se numește buton sinaptic. Butonul sinaptic are o porțiune de membrană îngroșată unde se pierde mielina, denumită membrană presinaptică. Organitele predominante din butonul sinaptic sunt mitocondriile. De asemenea, aici se găsesc și veziculele care stochează mediatorii chimici.
Între membrana presinaptică și cea postsinaptică există un spațiu liber cu o grosime de aproximativ 10-30 nm, denumită fantă sinaptică. În acest spațiu se găsește lichid extracelular.
A treia componentă este cea postsinaptică și este reprezentată de regiunea receptoare a celui de-al doilea neuron (sau mușchi, glandă, etc.). Și aici există o porțiune mai îngroșată de membrană plasmatică, numită densitate postsinaptică. Pe această densitate postsinaptică se aglomearează receptorii pentru mediatorii chimici. Acești receptori sunt formați dintr-o componentă care fixează molecula de mediatorul chimic și o componentă reprezentată de un canal ionic. Aceste canale ionice, care se deschid numai sub acțiunea mediatorului chimic specific, determină depolarizarea celulei postsinaptice.

## Mecanismul

A. Componenta presinaptică
1. Mitocondrie
2. Veziculă (cuantă) cu mediator chimic
3. Autoreceptor
4. Fanta sinaptică
5. Receptor pentru mediatorul chimic
6. Canal pentru ionii de calciu
7. Veziculă fuzionată eliberând mediatorul chimic
8. Pompă captând mediator neutilizat
B. Componenta postsinaptică

Mecanismul transmiterii sinaptice se desfășoară în 6 etape.
- sinteza mediatorului - mediatorii sunt produși atât la nivelul butonului terminal, cât și în corpul celular.
- stocarea mediatorului - mediatorul se stochează în principal în butonul terminal, pentru a fi pregătit în momentul în care trebuie transmis semnalul
- eliberarea mediatorului - când depolarizarea neuronului presinaptic (care a primit la rândul lui un semnal) ajunge la butonul terminal, și determină exoctioza, adică expulzarea conținutului veziculelelor. Apoi, veziculele goale vor fi "reciclate" prin încorporarea lor în membrană, din care se vor forma, la un moment dat, alte vezicule.
- traversarea spațiului sinaptic
- acțiunea postsinaptică - se face prin cuplarea moleculei de mediator cu receptorul specific, ceea ce determină modificări în structura postsinaptică.
- inactivarea mediatorului - este importantă pentru ca circuitul să se poată relua la apariția unui nou stimul. Aceasta se poate realiza prin inactivarea enzimatică postsinaptică sau transsinaptică (prin enzime care distrug mediatorul), captarea postsinaptică (captarea în citoplasma postsinaptică și inactivarea sa), difuzia extrasinaptică (inactivarea în afara spațiului sinaptic) și recaptarea (captarea mediatorului de zona presinaptică).

## Dezvoltarea și plasticitatea sinaptică
Sinapsele nu sunt statice, nu sunt niște porți din fier prin care trec mediatorii. Ele iși pot modifica permanent funcționalitatea, pot fi înlocuite, pot crește sau scade în numar. Plasticitatea sinaptică e axată, în principal, pe trei lucruri:
- calitatea și cantitatea mesagerilor eliberați
- calitatea și numărul receptorilor postsinaptici
- modificarea dimensiunii fantei sinaptice

Lezarea sau distrugerea sinapsei duce la refacerea acesteia în aprox. 35-40 de zile. Dacă, de exemplu, se trece de la un mediu banal la unul complex, crește numărul sinapselor cu peste 10%. Din această cauză este recomandat ca stimularea copiilor să fie făcută prin mijloace cât mai diverse, deoarece sinaptogeneza (adică formarea noilor sinapse) este pregnantă la copii, față de neurogeneză, care aproape că dispare dupa naștere (majoritatea neuronilor se produc înainte de naștere). Evoluția cognitivă (procesele gândirii etc.) este strâns legată de dezvoltarea sinapselor. Este important ca stimularea să se mențină, mai ales până la vârsta adultă, deoarece sinapsele (create), care nu se mai folosesc, se distrug în timp.
Un exemplu interesant legat de dezvoltarea capacităților psihice și de dezvoltarea neurobiologică este corelația dintre mielinizarea axonilor din encefal și apariția si progresul rapid al limbajului. (Vezi psihologia dezvoltării, neuroștiințe cognitive, psihologia cognitivă.)

## Clasificare
Din punct de vedere al modalității de transmitere:
- sinapse chimice
- sinapse electrice - însă acestea sunt foarte rare. În general au o fantă sinaptică foarte redusă (2 nm), prin care ionii pot circula foarte ușor. Se mai numesc și gap junction.

Din punct de vedere al neurotransmițatorului:
- sinapse colinergice - acetilcolină
- sinapse adrenergice - noradrenalină (norepinefrina)
- sinapse dopaminergice - dopamină
- sinapse serotoninergice - serotonină
- sinapse gabaergice - acidul γ-aminobutiric (GABA)

Din punct de vedere structural:
- tipul I, sinapse axo-dendritice (între un axon și o dendrită), cu o fantă mai mare de 30 nm
- tipul II, sinapse axo-somatice, cu o fantă mai îngustă, de 20 nm
- tipul III, sinapse cu o fantă de 2 nm (de exemplu gap junctions)

Din punct de vedere al părților pre- și postsinaptice: 
- axo-dendritice
- axo-somatice
- axo-axonice
- dendro-dendritice

## Particularități ale transmiterii sinaptice
- propagarea impulsului nervos se face într-o singură direcție
- apare o întârziere sinaptică de circa 0,5 ms

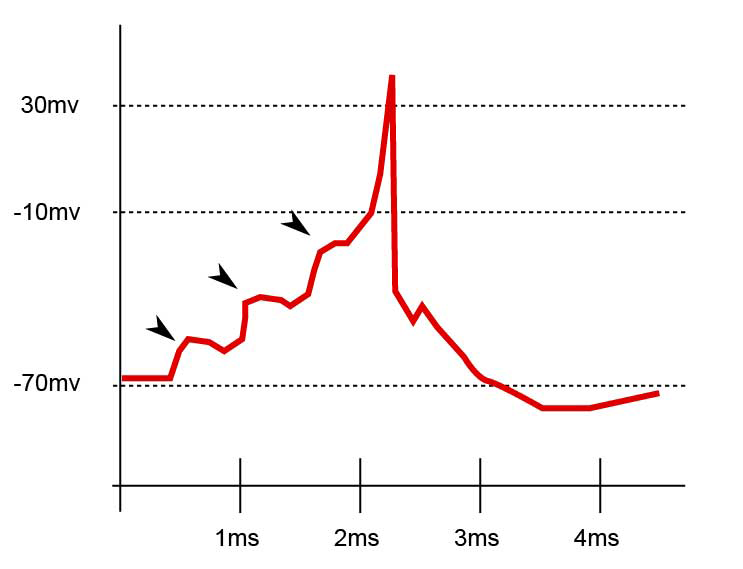
Imaginea 2 - sinapsă - sumarea care duce la un potențial de acțiune

- oboseala sinaptică, adică după o stimulare repetitivă a unei sinapse excitatorii, descărcările scad în frecvență
- facilitarea posttetanică, adică dacă se stimulează o sinapsă repetat și rapid, după care se face o pauză, neuronul va fi mai sensibil pentru o perioadă de timp
- vulnerabilitatea la hipoxie, adică în lipsa oxigenului nu se mai realizează transmiterea sinaptică, deoarece fără oxigen nu se pot sintetiza unele substanțe ca de exemplu ATP-ul
- sumarea temporală și spațială, adică o serie de stimuli slabi veniți unul după altul se pot suma și crea o descărcare; respectiv un număr de stimuli se pot suma spațial în cazul în care acționează concomitent
- fenomene de convergență și ocluzie, adică facilitarea unei sinapse se poate realiza dacă acționează mai mulți neuroni pe unul singur; respectiv fenomenul opus
- fenomenul de postdescărcare, adică după o stimulare, continuă descărcarea pentru o vreme.!